# Tomàs Garcés i Miravet
Tomàs Garcés i Miravet (Barcelona, 9 d'octubre de 1901 - Barcelona, 16 de novembre de 1993) fou un advocat, poeta, traductor i professor universitari català. A més a més, també és rellevant la seva contribució en el camp del periodisme i de la crítica literària.

## Biografia
Fou fill de Buenaventura Garcés Bermejo, de Paredes de Sigüenza, i de Maria Miravet, de Tremp.
De ben petit fou amic de Joan Salvat-Papasseit, l'obra del qual el marcà profundament. Va estudiar dret i filosofia i lletres a la Universitat de Barcelona. En esclatar la Guerra Civil espanyola fugí a França, on fou professor de castellà a la Universitat de Tolosa i intimà amb Josep Sebastià Pons.
Retornà a Catalunya el 1947. El 1981 fou guardonat amb la Creu de Sant Jordi, atorgada per la Generalitat de Catalunya. L'any 1992 li fou atorgada la Medalla d'Or al Mèrit Artístic de la Ciutat de Barcelona, i el 1993 el Premi d'Honor de les Lletres Catalanes concedit per Òmnium Cultural sis mesos abans de morir a Barcelona. És pare de Jordi Garcés i Brusés i avi de Marina Garcés.
Al llarg dels anys passà bona part del seu temps lliure al poble de la Selva de Mar on la família s'hi estava durant festes i part de l'estiu. El poble i els seus entorns foren font d'inspiració per a Garcés, com fa palès en algunes de les seves obres.

## Obra literària
Col·laborà en les revistes "Mar Vella", de la qual fou el fundador; "La Publicitat", on signà sota el pseudònim de Ship-Boy; "Ariel", "Serra d'Or", la "Revista de Poesia", "Revista de Catalunya", "D'Ací i d'Allà", i "La Revista". Així mateix fou un dels fundadors dels "Quaderns de Poesia".
Considerat com "el poeta català de la cançó", pel seu estil de versos curts i estrofes regulars, se'l va identificar amb la poesia neopopulista de Federico García Lorca i Rafael Alberti, i els seus poemes foren musicats per Eduard Toldrà i Xavier Gols entre d'altres. Va fer una entrada de cavall sicilià en el panorama de la poesia catalana de la dècada del 1920 amb Vint cançons, el seu primer llibre de versos.
tomas va dir que com la fina petjada el va escriure el 1955
| - 1922: Vint cançons - 1923: Tres cançons (presentat als Jocs Florals de Barcelona, 2n accèssit a la Flor Natural) - 1924: L'ombra del lledoner - 1927: El somni - 1931: Paradís - 1935: El senyal - 1947: El caçador - 1949: Vint cançons i altres poemes - 1951: La nit de Sant Joan - 1953: Grèvol i molsa - 1955: Viatge d'octubre - 1961: Obra poètica - 1971: Plec de poemes - 1981: Vers i prosa - 1985: Escrit a terra - 1986: Poesia completa (1922-1985) | - 1926: Paisatges i lectures - 1933: Notes sobre poesia - 1962: Quadern de la Selva - 1972: Sobre Salvat-Papasseit i altres escrits - 1981: Els dotze llibres d'Agelet - 1984: El temps que fuig (Premi Crítica Serra d'Or de dietari, 1985) - 1985: Cinc converses amb Joaquim Ruyra, Víctor Català, Pompeu Fabra, Josep Carner, Guerau de Liost - 1988: Prosa completa I - 1991: Prosa completa II - 1954: 'Deu poemes gallecs |